# Kallíndia (dème)
Le dème de Kallíndia, en grec moderne : Δήμος Καλλινδοίων / Dímos Kallindíon, est un ancien dème du district régional de Thessalonique, en Macédoine-Centrale, Grèce. Depuis 2010, il est fusionné au sein du dème de Langadás.
Selon le recensement de 2011, la population du dème s'élève à 3 592 habitants.